# Robert Fuchs (remero)
Robert Fuchs (Gdańsk, 12 de junio de 1991) es un deportista polaco que compitió en remo.
Ganó una medalla de bronce en el Campeonato Mundial de Remo de 2014 y una medalla de plata en el Campeonato Europeo de Remo de 2017. Participó en los Juegos Olímpicos de Río de Janeiro 2016, ocupando el quinto lugar en la prueba de ocho con timonel.

## Palmarés internacional
| Campeonato Mundial | Campeonato Mundial       | Campeonato Mundial | Campeonato Mundial |
| Año                | Lugar                    | Medalla            | Prueba             |
| ------------------ | ------------------------ | ------------------ | ------------------ |
| 2014               | Ámsterdam (Países Bajos) | Medalla de bronce  | Ocho con timonel   |
| Campeonato Europeo |                          |                    |                    |
| Año                | Lugar                    | Medalla            | Prueba             |
| 2017               | Račice (República Checa) | Medalla de plata   | Ocho con timonel   |